# Irschenberg
Irschenberg là một đô thị ở huyện Miesbach trong bang Bayern, cự ly khoảng 46 km (29 mi) về phía đông nam München. Đô thị này có một số làng tọa lạc ở dãy đồi Irschenberg. Diện tích là 53,94 km2.